# Resten af livet
Resten af livet er en dansk spillefilm fra 2022 skrevet og instrueret af Frelle Petersen. Filmen er produceret af Zentropa med Jonas Bagger som producer. 
Filmen modtog Bodilprisen for bedste danske film ved uddelingen i marts 2023.

## Handling
Maren og Egon lever et stilfærdigt liv i deres gulstens parcelhus og nyder tilværelsen med deres to voksne børn. Men tæppet rives brat væk under dem alle, da en ubærlig tragedie rammer familien. På hver deres måde kæmper de med sorgen og forsøger at finde tilbage til livet igen.

## Medvirkende
- Jette Søndergaard, Line
- Mette Munk Plum, Maren
- Ole Sørensen, Egon
- Lasse Lorenzen, Tobias